# Nanette Edens
Pour les articles homonymes, voir Edens.
Nanette Edens, née le 10 août 1969 à Groningue,, est une actrice et directrice artistique néerlandaise.

## Filmographie

### Cinéma et téléfilms
- 2006 : Wild Romance (nl) : La médecin
- 2007 : Landje : Trees
- 2009 : Julia's Hart : Mme van Bijlen
- 2012 : Wil : Eveline
- 2012-2013 : Penoza (nl) : L'avocate
- 2013 : Ga Langs Start : La maman
- 2014 : Reporter : Gerda
- 2014 : Eddy & Coby : Annet
- 2015 : De lange nasleep van een korte mededeling : L'invité
- 2016-2017 : Petticoat (série télévisée) (nl) : Tine Veenstra
- 2016-2017 : Flikken Maastricht : La fonctionnaire municipal
- 2017 : Goede tijden, slechte tijden : Marije
- 2017 : Flikken Rotterdam (nl) : Nellie Zuurbier
- 2017 : Voetlicht : Elvira
- 2018 : Gelukzoekers (nl) : Alie
- 2018 : Fenix (nl) : Claire Haag
- 2018 : Zuidas : Anneke Wijsterbloem
- 2018 : Ik Weet Wie Je Bent (nl) : Sylvia Kasteel
- 2019 : Alaraph : La détective